# Sant Antoni de Tàrrega
Sant Antoni de Tàrrega és una església de Tàrrega (Urgell) protegida com a bé cultural d'interès local.

## Descripció
És una església amb una façana en diferents etapes constructives perquè presenta el seu campanar d'espadanya desplaçat cap a una banda gairebé sobreposant-se a la casa veïna de l'església. La portalada d'accés té com a única decoració una petita fornícula superior on s'hi allotja una discreta talla de pedra dedicada a Sant Antoni Abat. L'interior de l'església és d'una sola nau, de planta regular i amb tres capelles adossades a cada un dels laterals. La coberta en l'actualitat és plana però antigament gaudia de volta de creueria. L'absis és recte i el presbiteri es troba lleugerament elevat.

## Història
Entre els anys 1599 i 1602 s'efectuen, a l'interior de l'església, enterraments massius de morts per la pesta que va afectar durament la ciutat. L'1 d'abril de 1650 en el seu subsòl desenterren la troballa d'un crucifix romànic d'estil de Llemotges conegut amb el nom del Sant Crist Trobat. El 1685, s'hi erigeix el campanar d'espadanya de l'església tal com consta en una inscripció en la pedra del mateix.